# Куди?
Куди? (англ. Where To?) — есе 1950 року Роберта Гайнлайна з прогнозами на 2000 рік. Було розширено твором «Скринька Пандори» у 1965 році. Ще одне розширення було зроблене у 1980 році.
Включена до збірки «Нові світи Роберта Гайнлайна» (1980).